# Epicauta weixiensis
Epicauta weixiensis es una especie de coleóptero de la familia Meloidae.

## Distribución geográfica
Habita en Yunnan (China).